# Arthur Earl Walker
Arthur Earl Walker (ur. 12 marca 1907 w Winnipeg, zm. 1 stycznia 1995 koło Tucson) – kanadyjsko-amerykański lekarz neurochirurg, neurolog i epileptolog. Na jego cześć nazwano zespół Dandy'ego-Walkera i zespół Walkera-Warburg. Autor ponad 400 artykułów i ośmiu książek.
W 1930 roku uzyskał tytuł doktora medycyny na Uniwersytecie Alberty. Po stażu w Toronto Western Hospital dołączył do programu szkoleniowego w zakresie neurologii i neurochirurgii na Uniwersytecie w Chicago. W latach 1934–1937 studiował dodatkowa w University of Iowa. Powrócił na University of Chicago jako instruktor chirurgii neurologicznej i został szefem tego oddziału w 1942 roku. W latach II wojny światowej Walker przeprowadził pierwsze kompleksowe badanie wpływu penicyliny na ośrodkowy układ nerwowy. Później, jako szef neurologii i neurochirurgii w Cushing General Hospital w Framingham w stanie Massachusetts, zainteresował się problemem padaczki pourazowej. Przedstawiając większość podstawowych zasad tego zaburzenia, badania Walkera umożliwiły szczegółową analizę naturalnej historii urazów głowy. W 1947 ostał profesorem chirurgii neurologicznej w Johns Hopkins University School of Medicine. Założył laboratorium elektroencefalograficzne, pierwsze laboratorium neurometryczne w Stanach Zjednoczonych.